# (4395) Danbritt
(4395) Danbritt ist ein Hauptgürtelasteroid, der am 2. März 1981 im Rahmen des U.K. Schmidt-Caltech Asteroid Surveys von Schelte John Bus vom Siding-Spring-Observatorium aus entdeckt wurde.
Der Asteroid wurde nach dem Wissenschaftler Daniel Britt (* 1950) benannt.